# クーリーの牛争い

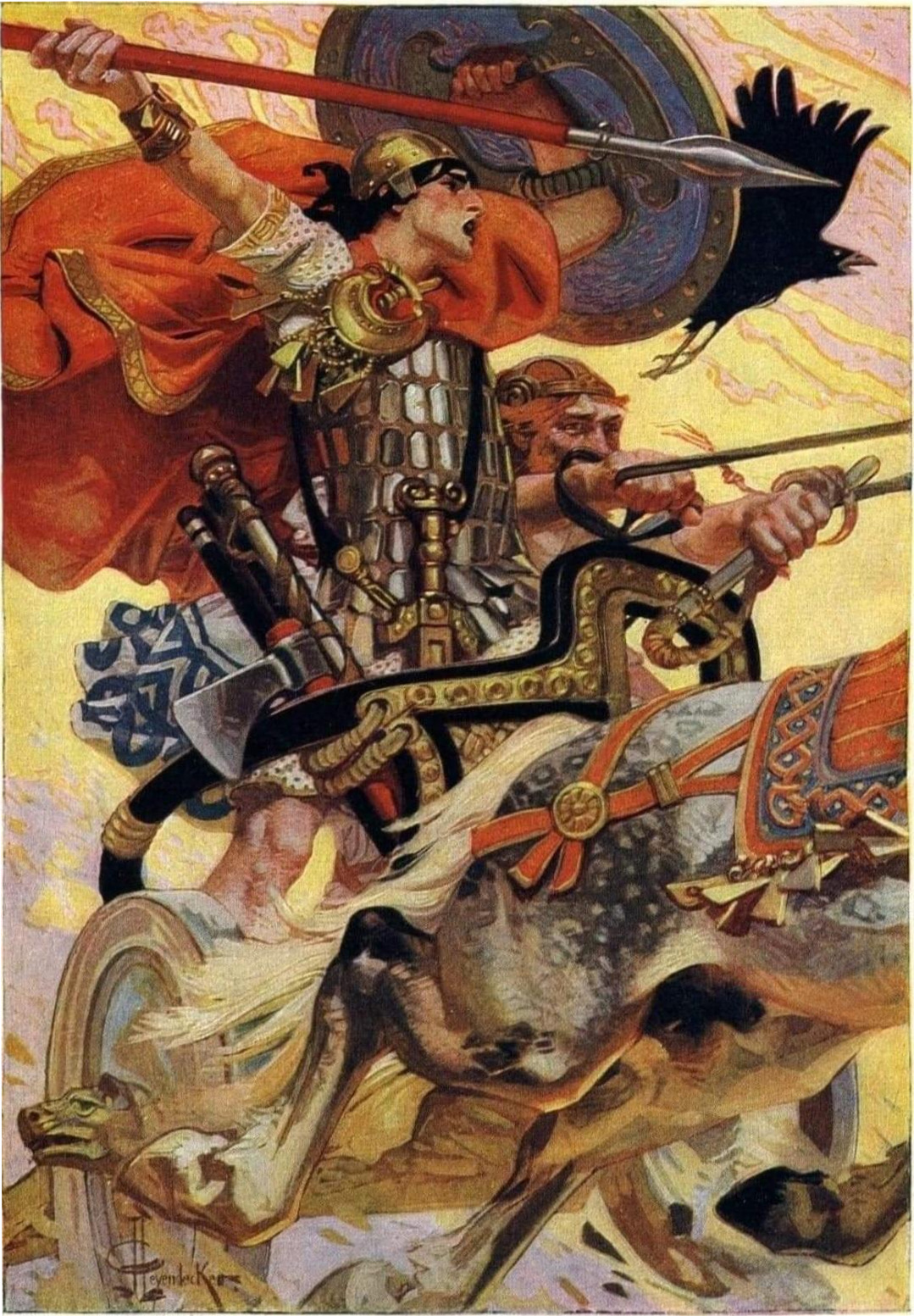
戦うクー・フラン（J・C・ライエンデッカー、1911年）

クーリーの牛争い（クーリーのうしあらそい、アイルランド語: Táin Bó Cúailnge、英語: The Cattle Raid of Cooley、単にThe Táinとも）は、初期アイルランド文学の一部を構成するアルスター伝説群の中心となる物語。叙事詩とされることも多いが、主として韻文でなく散文で書かれている。アルスター王国とコナハト王国との間に起きた7年にわたる戦争と、クーリーの雄牛を得んとする女王メイヴ、そしてそれに立ち向かう若き英雄クー・フランを描いた物語である。
もともとは1世紀頃、キリスト教伝来前の英雄時代のものとされるが、現存するのは12世紀以降の校訂本3版のみである。一つは主に古アイルランド語で書かれた集録（第一稿本）、一つはより一貫した中期アイルランド語によるもの（第二稿本）、もう一つは初期現代アイルランド語によるものである（第三稿本）。

## 内容
第一稿本によれば、物語本編は、コナハト王アリルと女王メズヴ（メイヴ）が軍勢誇示のためにクルアハンに軍を集めるところから始まる。第二稿本ではこれに次の話が加わる。メイヴが夫アリルと財産比べをした。お互いにほぼ同じだけの財産を持っていることが分かったが、果たしてアリルは極めて精強な雄牛フィンヴェナハを所有しており、この一点においてメイヴは負けていた。しかも、もともとこの牛はメイヴの所有する群れで生まれたにもかかわらず、女に所有されることを恥として自らアリルの元へ移り住んだという曰くがあった。夫に並ぶべくフィンヴェナハと同等に強い牛を求めたメイヴは、アルスター国内にあるクールンギャ（クアルンゲ、クーリー）の街で豪然たる雄牛（ドン・クールンギャ）を見出す。メイヴはこの雄牛の所有者ドーラ・マク・フィアハナと交渉し1年間借り受ける約束を一度は取り付けたものの、酔っ払った伝令によって、借りられなくとも強奪するつもりであったことを暴露されてしまう。取引は決裂し、メイヴは軍を挙げてドン・クールンギャの奪還に出立する。この軍には、フェルグス・マク・ロイヒ率いるアルスターからの亡命者たちもいた。
一方、クールンギャを守るべきアルスターの戦士たちは、「九日の衰弱（ces noínden）」という病にかかって動けなくなっていた。ただ一人防衛につくことができたのは、17歳の少年クー・フランのみだった。彼は御者のロイグとともに、進撃するアルスター軍に対してゲリラ戦を敢行し、渡渉場での一騎打ちの権利を主張して、次から次へと敵軍の勇士を打ち破り、数ヶ月もの間孤立無援で軍を押し止めることに成功する。
この間クー・フランは、超自然的存在から助けを受けたり、邪魔を受けたりする。ある戦いの前には、モリガンが美女の姿で現れて誘惑するが、彼はそれをはねつけてしまう。正体を表したモリガンは、次の戦いを邪魔してやると脅す。初めはうなぎの姿でクー・フランの足を取り、次は狼となって渡渉場に牛を殺到させ、最後は群れの先頭の雌牛となって突進をするものの、クー・フランは毎度それらを傷つける。彼が敵を打ち破った後、モリガンは乳搾りをする老婆として現れる。その体には動物の姿のときにクー・フランから受けた傷が残っていた。老婆はクー・フランにミルクを3杯与え、クー・フランが1杯ごとに祝福すると、その傷が一つずつ癒やされる。
ある辛い戦いを越えたとき、クー・フランのもとに光の神であるルグが訪れる。ルグは自分がクー・フランの父であることを明かし、彼を三日三晩眠らせて癒やしの技を施した。彼が眠っている間に援軍に来たアルスターの若者の一団は、みな殺されてしまう。クー・フランが目覚めると、彼は恐るべき「ねじれの発作（ríastrad）」に襲われ、敵も味方も分からない怪物に変貌する。コナハトの野営地を強襲した彼は、殺された一団の6倍もの敵を虐殺した。
この尋常ならざる事件の後も、一騎打ちが続くが、メイヴがたまに数人を一度にけしかけてくることもあった。養父であるフェルグスが送られてくると、クー・フランは次の機会には降伏してもらうという条件で降伏することに合意する。結局、叔父と親友フェル・ディアとの3日に渡る激闘の末、クー・フランは魔槍ガエ・ボルグをもってフェル・ディアを殺して勝利する。
最終的に、衰弱していたアルスター人が一人ひとりと復帰して、全体が回復すると、最終決戦が始まる。はじめクー・フランはその傷を癒やすため参加しなかった。フェルグスはアルスターの王コンホヴァルを掌中に収めるものの、その息子であり自身の養子でもあるコルマク・コン・ロンガスに止められ殺すことができず、怒りに任せて愛剣カラドボルグで3つの丘の頂を切り飛ばした。ついに戦いに参加したクー・フランがフェルグスと対峙すると、フェルグスは約束を守って降伏し、武装解除した。コナハトの他の軍団は総崩れとなり、メイヴは退却を強いられる。しかし、メイヴはなんとかドン・クールンギャをコナハトに連れ帰る。ドン・クールンギャは、フィンヴェナハと戦って殺すものの、自らも深く傷つき、アイルランド中を彷徨した末に力尽きて故郷に戻って死んだ。これがいくつかの地名の由来になったという。
20世紀初頭のリパブリカンやロイヤリストによって受容された、死んでもなお敵に立ち向かえるように杭に体を縛り付けた瀕死のクー・フランの像は、クーリーの牛争いではなく、それ以降の物語からのものである。しかし、口伝ではときどき見られるような、フェル・ディアとの戦いで受けた傷で死ぬという語りの場合、このイメージが取り込まれていることがある。

## テクスト
3種の校訂本が現存する。第一稿本は、クロンマクノイズ修道院で編纂された11世紀後半から12世紀前半の写本『赤牛の書（Lebor na hUidre）』の一部と、『レカンの黄書（Yellow Book of Lecan）』の一部からなる。この2つの原稿は一部重なっており、組み合わせることで完全なテクストが再構成できる。重複するエピソードがあることや、「他の版」への言及があることから、この稿本は、2つ以上のより古い版を編集したものであると考えられている。エピソードの多くは充実したもので、優れた古アイルランド語文学に特徴的な簡潔な散文によって書かれているが、分かりづらい要約程度のエピソードもあり、全体としてはつながりを欠いている。この稿本の一部は、言語的特徴からみて8世紀まで遡ると思われ、その韻文の部分に関してはより古い可能性がある。
第二稿本は、『レンスターの書』として知られる12世紀の写本の中に含まれる。書記の際に、『赤牛の書』と『レカンの黄書』の現存しない記述を統合して、一貫した叙事詩として書かれたものと思われる。結果として、全体として十分に物語といえる体裁を得、言葉も当時の美文体へと書き直された一方で、その過程でもともとの表現の簡潔さは失われた。
『レンスターの書』版は、ラテン語で次のような奥付が付されている。
しかしこの本、このおとぎ話を書いた私は、その中の出来事の実在を信じるものではない。いくつかは悪魔のまやかしか、詩的な虚構であろう。あるものはありえたろうし、ありえなさそうなものもある。愚かな人々の快楽のために書かれたものもあろう。—(O'Rahilly 2014) , p.272 line 4901-4920
第三稿本は、より後世に書かれた写本の断片からなる不完全なものである。
牛争いの物語は、これらの写本に書かれる前から口承されていたと考えられている。根拠として、例えばルクレ・モク・ヒアラの「メイヴは不法な契約を結んだ」という詩は600年頃に遡るが、「言い伝え（sen-eolas）」としてアルスターへのフェルグスの亡命を伝えている。もう2つの7世紀の詩にも、この物語の要素を暗に示す箇所がある。「スカアハの言葉」では、クー・フランが渡渉場で戦うことをスカアハが予言する。「俺たちゃせっせと槍で突く」という詩は、そもそもクー・フランに捧げられたものであり、牛争いの物語におけるクー・フランの少年時代の節への言及がある。

## 前置き話
クーリーの牛争いの物語には、本編とは別に登場人物の出自や背景を説明する小話が数多く存在する。これらは前置き話（remscéla）と呼ばれる。これらの中には、本編とはまったく独立してつくられたものもあるが、これらも伝承の過程で次第に紐付けられていった。ルアリー・オ・ヒギンによると、以下のようなものがある。
- 「いかにして『トーリーの牛争い』は見出されたか」：『牛争い』の物語が失われ、再度発見された顛末を語る。
- 「レガメンの牛争い」
- 「レガモンの牛争い」
- 「フロイヒの牛争い」：フロイヒ・マク・イダーはコナハトの戦士で、クー・フランに殺される。
- 「ダルティドの牛争い」
- 「フリザシュの牛争い」：古い資料から取られた比較的新しい話。
- 「ネラの冒険」
- 「オェングスのアシュリンガ」：我々が知るクーリーの牛争いに出番はないが、ダグザの息子である若オェングスは、メイヴとアリルの助けによって異界の女性カイア・イヴァルヴェイスと会うという夢を見る。
- 「クー・フランの思いつき」
- 「二人の豚飼いの話」
- 「フェルグス・マク・ロイヒの亡命の原因」：フェルグスがコナハト軍の一員になったあらましを説明する。現存するのは最初の一部である。
- 「イシュリウの息子たちの亡命」：フェルグスや他のアルスターからの亡命者がコナハト軍に加わる経緯を説明する。
- 「フェルブの求愛」
- 「アルスター男の衰弱」：実際には前置き話とはみなされていないが、女神マハがアルスター人を呪った経緯を語る。「九日の衰弱」は、懐妊中にアルスター王の命で無理やり馬車競走をさせられたマハによるものだという。もともとこの話は、エヴァン・マハという地名の由来を示すためのものである。[6]

## 翻訳と受容
19世紀に翻訳されたものとしては、1870年代になされたブライアン・オルーニーの『クールンギャの牛争い（Tain Bo Cualnge）』がある。これは、ダブリンのトリニティ・カレッジ図書館に所蔵された『レンスターの書』に基づいている。ジョン・オデイリーの1857年の翻訳もあるが、拙いものとみなされている。20世紀初頭になってはじめて翻訳が出版された。最初の英訳は1904年、ウィニフレッド・L・ファラデーによってなされた。これは『赤牛の書』と『レカンの黄書』に基づくものである。ほぼ同時期に、『レンスターの書』に基づくドイツ語訳がエルンスト・ウィンディシュによって出版された。
概略と導入部のみからなるスタンディッシュ・ヘイズ・オグレディの『クーフリン・サガ』（1898）をはじめ、部分的な翻訳は19世紀末にはなされていた。グレゴリー夫人の『ムルセヴネのクーフリン』（1903）にも、この話のパラフレーズが含まれている。このように、19世紀末から20世紀初頭には、しばしば英雄クー・フランにフォーカスした、この物語をベースとする作品がいくつか出版された。E・ハル『アルスターの猛犬クーフリン』（1911）、H・G・テンペスト『クーフリンの砦ドゥン・ジャルガン』（1910）、A・M・スケリー『ムルセヴネのクーフリン』（1908）、S・オグレイディ『クーフリン来たれり』（1894）、などなどである。加えて同時代には、W・B・イェイツ、オーブリー・トマス・デヴァー、アリス・ミリガン、ジョージ・シガソン、サミュエル・ファーガソン、チャールズ・レナード・ムーア、フィオナ・マクラウドらによって、多くの散文作品がこの物語をインスピレーションとして作られた。スコットランドのバラッドにも使われた。
1914年、ジョーゼフ・ダンが『レンスターの書』をベースに英訳『古代アイルランド叙事詩：クーリーの牛争い』を上梓した。セシル・オライリーは、学術向けの翻訳版として『レンスターの書版クーリーの牛争い』（1967）、『クーリーの牛争い 第一稿本』（1976）を出版したほか、より後世の版であるストウ文書を元にした『クーリーの牛争い ストウ版』（1961）も出している。
2018年現在、アイルランドの詩人による2つの翻訳、トマス・キンセラの『牛争い』（1969）とキアラン・カーソンの『牛争い』（2007）が一般に入手できる。どちらも第一稿本に準じ、一部を第二稿本から加える体裁をとっているが、その選択とアレンジによってわずかに異なる。キンセラの翻訳にははルイ・ル・ブロッキの挿絵が入っており、また、前置き話のいくつかが選ばれて収録されている。
日本語訳もいくつかあるが、すべて英語からの重訳であり、古アイルランド語から直接翻訳したものはまだ存在しない。
- キアラン・カーソン、栩木伸明訳『トーイン クアルンゲの牛捕り』東京創元社、2011年。ISBN 4488016510. 上記のCiaran Carson訳からの重訳。
- コルマーン・オラハリー『トーィン クアルンゲの牛捕りとクーフリンの物語』アイルランドフューシャ奈良書店、2014年。ISBN 4990679601. Colmán Ó Raghallaighによる漫画化の日本語訳。

### 原文と翻訳
- Hull, Eleanor, ed. (1898), “The Táin bó Cuailgne, Analysis with Extracts by Standish Hayes O'Grady”, The Cuchullin Saga in Irish Literature, pp. 109-228

- Faraday, L. Winifred, ed. (1904), The Cattle-Raid of Cualnge (Tain Bo Cuaillnge)

- Windisch, Ernst, ed. (1905) (german), Die altirische Heldensage, Táin bó Cúalnge

- Dunn, Joseph, ed. (1914), The Ancient Irish Epic Tale Táub Bó Cúalnge "The Cualnge Cattle-Raid"

- Hutton, Mary A., ed. (1924), The Tain , with illustrations by John Patrick Campbell

- (gaelic / english) Táin Bó Cúailnge Recension I, CELT : The Corpus of Electronic Texts
  - Translation : O'Rahilly, Cecile, ed. (2011), “Táin Bó Cúailnge Recension 1”, CELT : The Corpus of Electronic Texts

- (gaelic / english) Táin Bó Cúalnge from the Book of Leinster, CELT : The Corpus of Electronic Texts
  - Translation O'Rahilly, Cecile, ed. (2014) [1966], “Táin Bó Cúalnge from the Book of Leinster”, CELT : The Corpus of Electronic Texts

- O'Rahilly, Cecile, ed. (1961), The Stowe version of Táin Bó Cuailnge, Dublin Institute for Advanced Studies

- Kinsella, Thomas (1969), The Tain: Translated from the Irish Epic Tain Bo Cuailnge, Dolmen

- Carson, Ciaran (2007), The Táin, Penguin

- キアラン・カーソン 著、栩木伸明 訳『トーイン クアルンゲの牛捕り』東京創元社、2011年。ISBN 4488016510。

- コルマーン・オラハリー『トーィン クアルンゲの牛捕りとクーフリンの物語』アイルランドフューシャ奈良書店、2014年。ISBN 4990679601。